# 1775 a tudományban
Az 1775. év a tudományban és a technikában.

## Díjak
- Copley-érem: Nevil Maskelyne

## Születések
- január 22. – André-Marie Ampère fizikus († 1836)
- május 10. – William Phillips geológus († 1828)
- július 23. – Étienne Louis Malus fizikus és matematikus († 1812)
- szeptember 30. – Robert Adrain matematikus († 1843)
- november 19. – Johann Karl Wilhelm Illiger entomológus és zoológus († 1813)
- december 12. – William Henry kémikus († 1836)

## Halálozások
- március 3. – Richard Dunthorne csillagász (* 1711)